# Bartłomiej Matysiak
Bartłomiej Matysiak, né le 11 septembre 1984, est un coureur cycliste polonais.

## Biographie
Bartłomiej Matysiak naît le 11 septembre 1984 en Pologne.
Membre de Legia de 2006 à 2008, Bartłomiej Matysiak entre dans l'équipe CCC Polsat Polkowice en 2009. Il a notamment remporté le Puchar Ministra Obrony Narodowej à trois reprises de 2008 à 2013.

## Palmarès et classements mondiaux

### Palmarès sur route
- 2004[1]
  - 3e du Grand Prix de Monpazier
- 2006
  - 8e étape du FBD Insurance Rás
  - Bałtyk-Karkonosze Tour :
    - Classement général
    - 2e étape
- 2008
  - Puchar Ministra Obrony Narodowej
- 2009
  - 6e étape de la Course de Solidarność et des champions olympiques
  - 2e du Tour du Maroc
- 2010
  - Puchar Ministra Obrony Narodowej
- 2013
  - 3e étape du Tour d'Estonie
  - Puchar Ministra Obrony Narodowej
- 2014
  -  Champion de Pologne sur route
  - 1re étape du Małopolski Wyścig Górski
  - 1re étape du Memorial im. J. Grundmanna J. Wizowskiego
  - 2e du Memorial im. J. Grundmanna J. Wizowskiego
- 2016
  - 2e étape du Szlakiem Walk Majora Hubala
  - 2e du Szlakiem Walk Majora Hubala
  - 3e du Puchar Ministra Obrony Narodowej

### Résultats sur les grands tours

#### Tour d'Italie
1 participation
- 2015 : 140e

### Classements mondiaux
| Année            | 2005  | 2006 | 2007  | 2008 | 2009 | 2010 | 2011 | 2012 | 2013 | 2014 |
| ---------------- | ----- | ---- | ----- | ---- | ---- | ---- | ---- | ---- | ---- | ---- |
| UCI Africa Tour  |       |      |       |      | 42e  |      |      |      |      |      |
| UCI America Tour |       |      |       |      |      |      |      |      | 309e |      |
| UCI Asia Tour    |       |      |       |      |      | 270e | 91e  |      |      | 218e |
| UCI Europe Tour  | 1134e | 145e | 1187e | 139e | 258e | 371e | 338e | 754e | 79e  | 79e  |

### Palmarès sur piste
- 2003
  -  Champion de Pologne de poursuite par équipes (avec Mateusz Taciak, Przemysław Pietrzak et Józef Rektor)
- 2005
  -  Champion de Pologne de poursuite par équipes (avec Mateusz Taciak, Dominik Maciołek et Przemysław Pietrzak)
  -  Champion de Pologne de l'américaine (avec Rafał Ratajczyk)
- 2011
  - 2e du championnat de Pologne de course aux points